# Sub aceeași stea (roman)
Sub aceeași stea este un bestseller și o carte fenomen scrisă de celebrul autor John  Green. 

## Rezumat
```
 
Atenție
:
 urmează detalii despre narațiune și/sau deznodământ.
```

Hazel Grace e în fază terminală. Totuși, un medicament încetinește boala de care suferă. Însă diagnosticul e același. Totul se schimbă când îl întâlnește pe Augustus. El e inteligent, atrăgător și cu un zâmbet fenomenal. Vor trăi o frumoasa poveste de iubire, dar ceva le întrerupe iubirea.
Aceasta carte are peste 5 milioane de exemplare vândute.